# Hiénafélék
A hiénafélék (Hyaenidae) a ragadozók (Carnivora) rendjének egy családja; összesen négy fajjal. 
A macskaalkatúak (Feliformia) alrendjébe tartoznak, fejlődéstörténetileg az alrend cibetmacskafélék (Viverridae), mongúzfélék (Herpestidae) és macskafélék (Felidae) családjával mutatnak rokonságot. Megjelenésük viszont kifejezetten a kutyafélék (Canidae) családjára emlékeztet: lábuk hosszú, tompa karmaikat nem tudják visszahúzni.
Törzsük hátrafelé lejt. Nyakukon, hátukon sörény van. A hiénafélék jellemzője a nőstények külső ivarszerveinek a hímivarszervekhez való hasonlatossága, melynek eredményeként korábban hermafroditáknak hitték őket. Anális mirigyeik vannak, melyek váladékát területjelölésre használnak. Fogazatuk, állkapcsuk és rágóizmaik a cibethiéna (Proteles cristatus) kivételével kifejezetten erősek, ugyanis míg a cibethiéna elsősorban termeszeket fogyaszt, a többi hiénafaj nagy testű állatokat zsákmányol. Dél-Afrikától Indiáig honosak. Táplálékuk többnyire elhullott állatok teteme.

## Rendszerezés
A családba az alábbi alcsaládok, nemek és fajok tartoznak:
- Hiénaformák (Hyaeninae) alcsaládja
- Crocuta Kaup, 1828 - 1 faj
  - foltos hiéna (Crocuta crocuta)

- Hyaena Brisson, 1762 - 2 faj
  - barna hiéna (Hyaena brunnea)
  - csíkos hiéna (Hyaena hyaena)

- Cibethiénaformák (Protelinae) az alcsaládja
- Proteles (Sparrman, 1783) - 1 faj
  - cibethiéna (Proteles cristatus)

## Képek

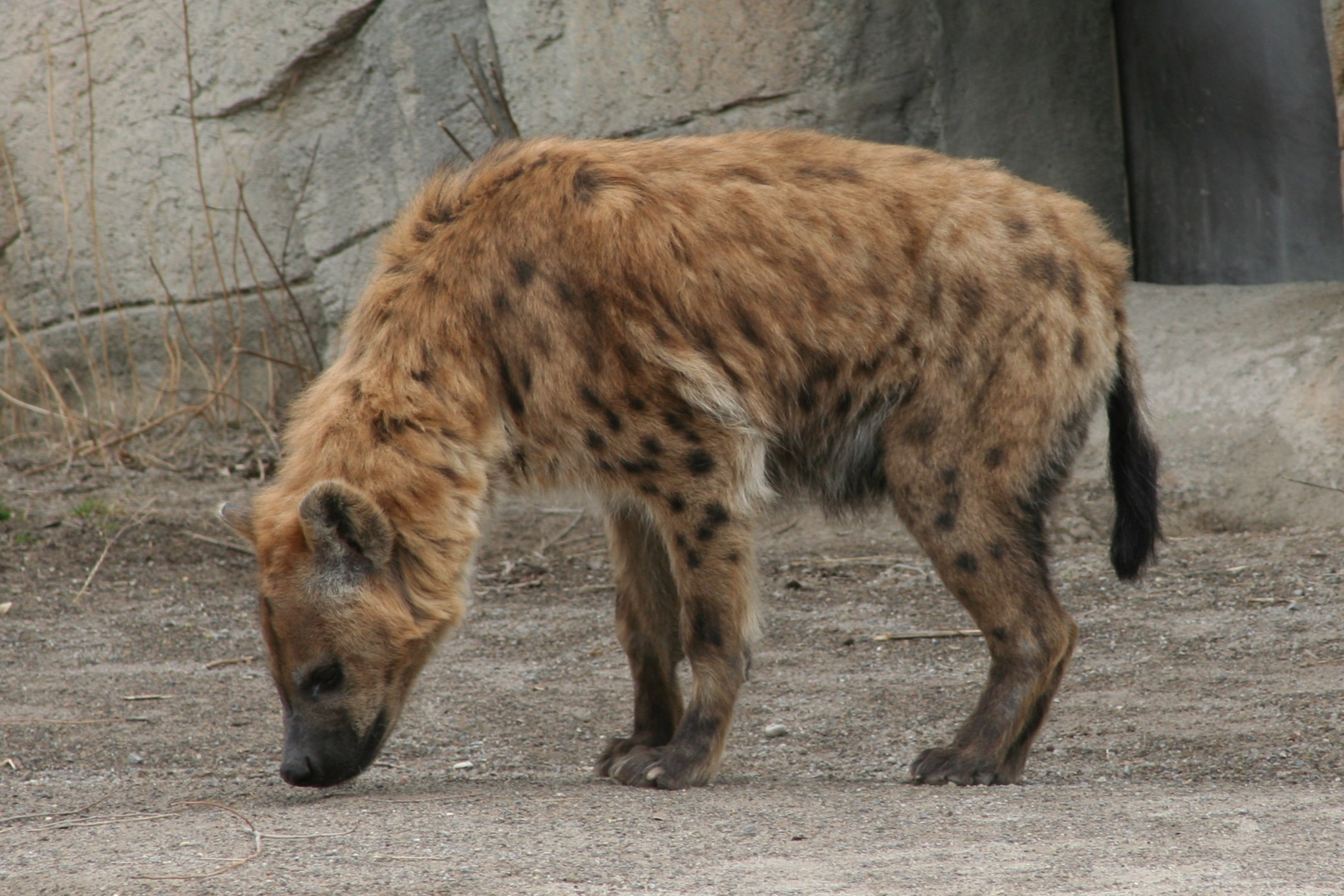
Foltos hiéna (Crocuta crocuta)
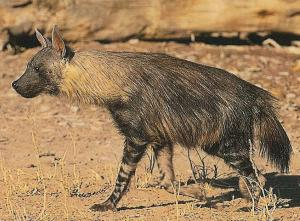
Barna hiéna (Parahyaena brunnea)
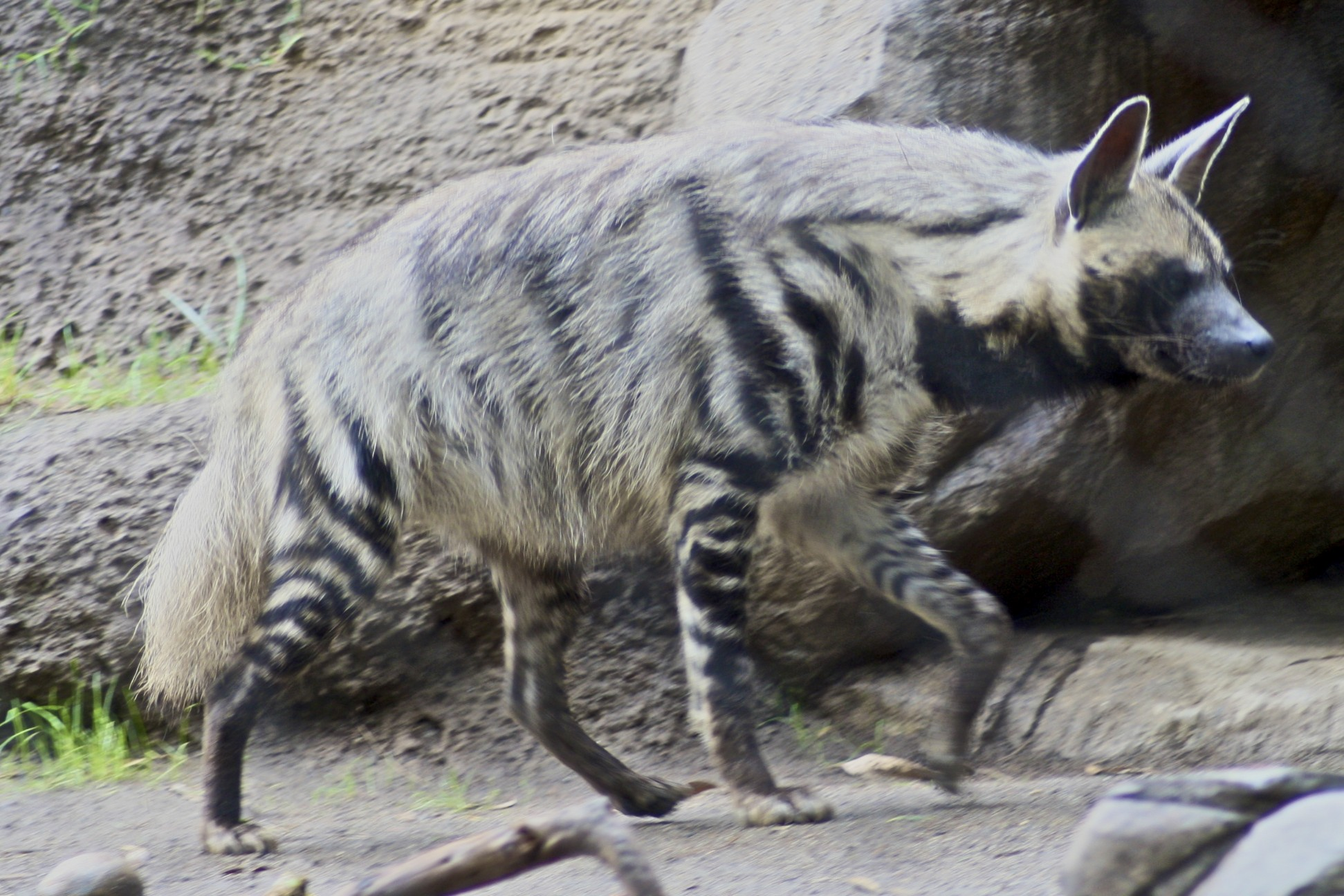
Csíkos hiéna (Hyaena hyaena)
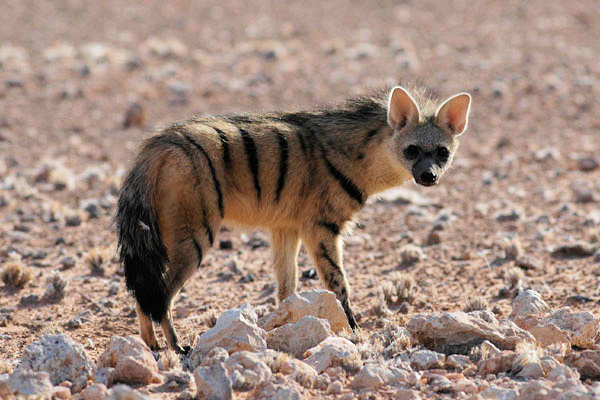
Cibethiéna (Proteles cristatus)